# Karoline Smidt Nielsen
Pour les articles homonymes, voir Smidt et Nielsen.
Karoline Smidt Nielsen, née le 12 mai 1994 à Odense, est une footballeuse internationale danoise qui à notamment joué pour le Turbine Potsdam en Frauen-Bundesliga allemande ainsi que pour l'équipe nationale féminine du Danemark.

## Biographie

### Carrière en club
Elle commence à jouer dans l'équipe masculine au HPTI dès l'âge de quatre ans, puis joue pour le B1913 de 11 à 15 ans, avant de rejoindre l'OB Odense où elle dispute ses premiers matchs dans la Ligue féminine danoise.
Karoline Smidt Nielsen quitte l'OB Odense pour rejoindre Fortuna Hjørring à l'été 2012.
Elle est forcée de prendre sa retraite en octobre 2022, à la suite d'une série de blessures qui l'ont limitée à neuf apparitions pour son club allemand Turbine Potsdam depuis qu'elle l'a rejoint en 2018.

### Carrière internationale
En décembre 2012, Karoline Smidt Nielsen fait ses débuts internationaux en remplaçant en seconde période Pernille Harder lors de la victoire 5-0 du Danemark contre le Mexique à São Paulo, au Brésil.
Elle est sélectionnée par Kenneth Heiner-Møller pour l'Euro féminin de 2013.

### Vie privée
La mère de Karoline Smidt Nielsen, Lone Smidt Nielsen (née Hansen), est également une ancienne footballeuse internationale, qui a joué professionnellement en Italie,.

## Palmarès
- Fortuna Hjørring:
  - Elitedivisionen: 2013-14, 2015-16 et 2017-18
  - Coupe du Danemark féminine de football: 2016